# 배수민
배수민(2002년 3월 21일 ~ )는 대한민국의 축구 선수로, 포지션은 수비형 미드필더이다. 현재 안산 그리너스 소속이다.